# Cartola
Pour les articles homonymes, voir Oliveira.
Angenor de Oliveira, pseudonyme Cartola, est un compositeur, chanteur et poète brésilien, né le 11 octobre 1908 et mort le 30 novembre 1980 à Rio de Janeiro. Il est une figure majeure du développement de la samba.

## Biographie
Ce sont ses collègues maçons qui l'ont appelé « Cartola » (littéralement « haut-de-forme » en portugais) à cause du petit chapeau rond qu'il portait pour éviter que le ciment ne durcisse ses cheveux. Cartola est considéré comme l'un des plus grands compositeurs brésiliens, mais la musique ne lui a pas apporté la fortune. Pour survivre, il a exercé plusieurs petits boulots. Durant ses heures libres, il se consacrait à ses deux passions: le carnaval et la musique.
En 1928, alors qu'il n'a que 19 ans, Cartola crée l'école de samba Estação Primeira de Mangueira, une des plus populaires du Brésil. C'est lui qui a choisi les couleurs de l'école: le vert et le rose. Quand les gens lui faisaient remarquer que ces couleurs n'allaient pas du tout ensemble, il répondait: "Mais enfin, le vert est la couleur de l'espoir et le rose celle de l'amour. Est-il possible que l'amour n'aille pas avec l'espoir ? "
Dans les années 1930, il signe plusieurs compositions pour des chanteurs célèbres tels que Carmen Miranda et Francisco Alves. En 1945, Cartola disparaît complètement de la vie artistique de Rio. L'alcool, les désillusions amoureuses et artistiques ont failli le détruire. En 1950, le journaliste Sérgio Porto retrouve sa trace. Cartola a 42 ans et il est devenu laveur de voitures. Petit à petit, grâce à l'aide de Sérgio Porto, il revient sur la scène musicale de Rio.
En 1964, il ouvre, avec sa femme Dona Zica, le Zicartola, la première maison de samba à Rio de Janeiro. Dans les années 1960, le Zicartola va jouer un rôle décisif dans la vie culturelle de Rio. Les plus illustres sambistes y donnent des concerts, et la nouvelle génération bossa nova qui fréquente les lieux s'y nourrit de cette samba traditionnelle.
La consécration de Cartola en tant que musicien tarde à venir. C'est seulement en 1974, à 65 ans, qu'il enregistre son premier disque. En 1980, sa mort est pleurée comme il l'avait souhaité dans l'une de ses chansons : par tout le monde de Mangueira au son du pandeiro et du tamborim.

## Discographie
- Fala Mangueira!" (Odeon, 1968)
- Cartola (Marcus Pereira, 1974)
- Cartola (Marcus Pereira, 1976)
- Verde Que Te Quero Rosa (RCA Victor, 1977)
- Cartola 70 Anos (RCA, 1978)
- Cartola Ao Vivo (Eldorado, 1982)
- Documento Inedito (Eldorado, 1982)
- Preferencia Nacional (EMI/Copacabana, 1998)
- Serie Raizes Do Samba (EMI, 1998)
- Divino Samba (Tropical Music, 1999)